# Drap (tessuto)

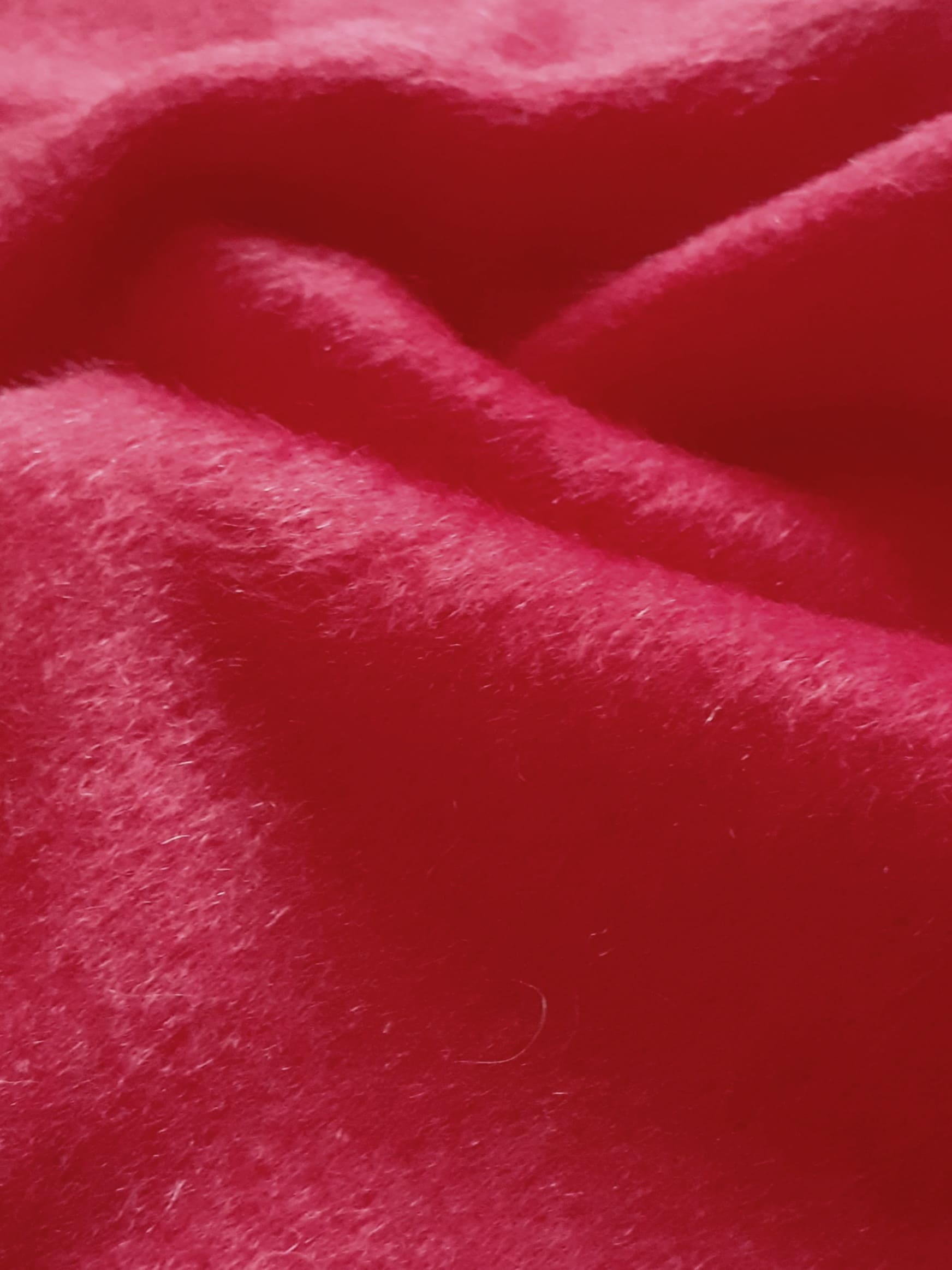
drap a tinta unita

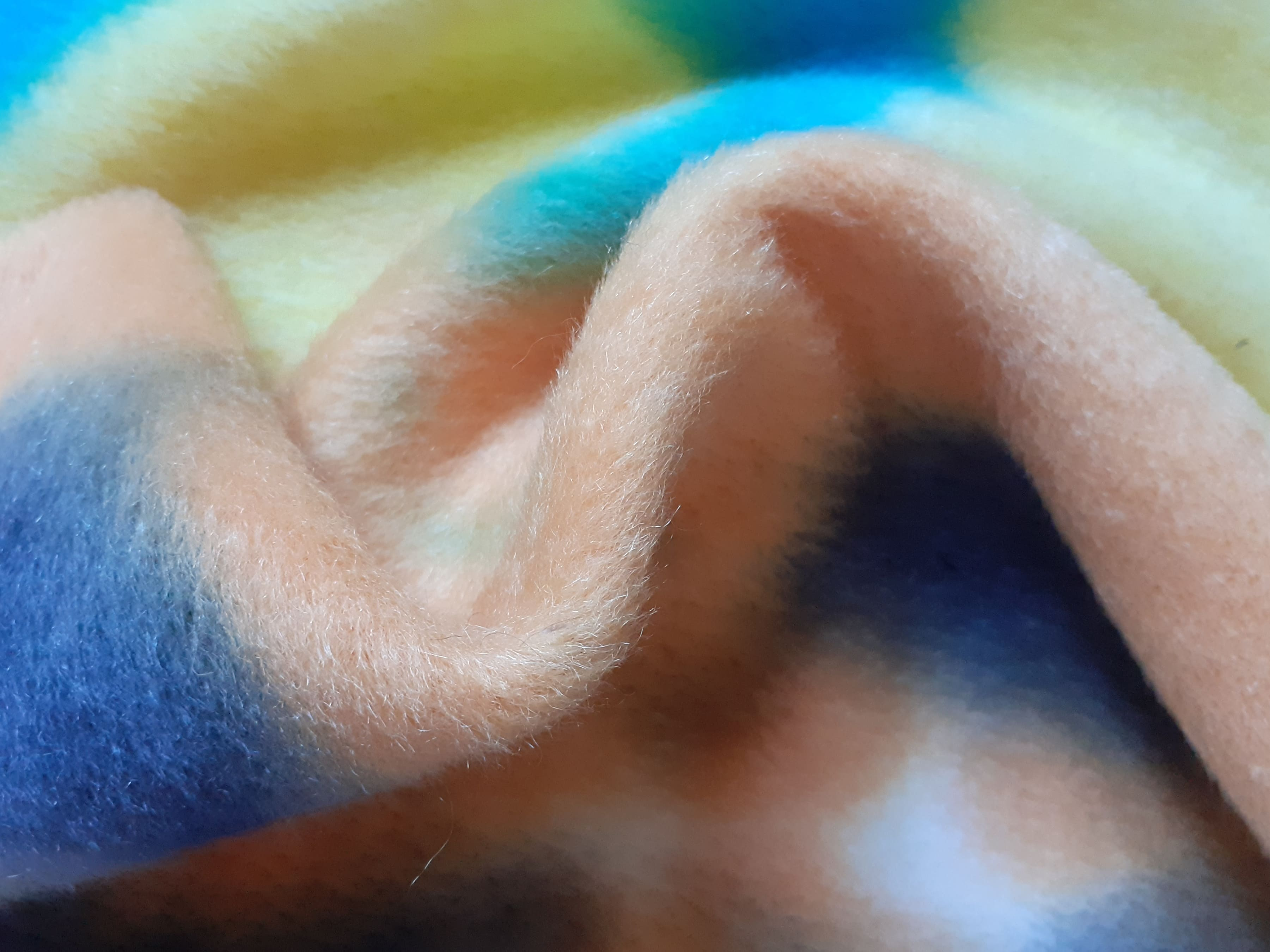
drap con sfumature

Il drap è un tessuto morbido, con aspetto brillante sul diritto, spesso realizzato con fibre nobili come il cachemire, tessuto a armatura a tela o a saia.

## Caratteristiche
Il nome drap o draplan proviene dal latino drappus, usato fin dall'antichità per indicare genericamente la stoffa o il tessuto. Il drap è una tipologia di panno molto fine, con pesi intorno ai 250-300 g/m², in pura lana pettinata o misto-lana. 
L’aspetto caratteristico del drap è opera del finissaggio, durante il quale il tessuto viene follato, garzato, cimato, spazzolato e pressato. Può subire un trattamento finale, che aumenta la lucentezza del vello.
Presenta un pelo corto, liscio e direzionato, che vincola il taglio del modello in fase di confezionamento. Tra le tante varietà di drap si distinguono lo Zibeline con pelo inclinato e ondulato simile alla pelliccia, l'édredon con pelo opaco e soffice, il drap de vire. Quest'ultimo ha cimossa parlante identificata da una sequenza di quattro fili in tre colori diversi (blu-rosso-bianco) per le stoffe di qualità più elevata, (rosso-giallo-bianco) per qualità intermedie, mentre i drap di terza scelta si riconoscono  per cimosse con sei fili beige e sei bianchi.
Il termine  "drapperia"  comprende tutta la categoria delle stoffe di lana medio-pesanti, specialmente se tessute in filati pettinati, che vengono impiegate nella confezione di capi da uomo, mentre la "laneria" indica, per convenzione, tessuti di lana più leggeri, riservati a capi femminili. Il drap è usato indistintamente per blazer, tailleur, e mantelli.